# Mandevilla veraguasensis
Mandevilla veraguasensis är en oleanderväxtart som först beskrevs av Berthold Carl Seemann, och fick sitt nu gällande namn av William Botting Hemsley. Mandevilla veraguasensis ingår i släktet Mandevilla och familjen oleanderväxter. Inga underarter finns listade i Catalogue of Life.